# Grenovija
Grenovija (lat. Greenovia) je danas nepriznati mali biljni rod iz porodice Crassulaceae čiji su dvije vrste Greenovia dodrentalis i Greenovia gracilis sinonim za Aeonium dodrentale
Biljke pripisivane ovom rodu potječu s Kanara gdje raste u brdima na visini od 150-2300 metara nadmorske visine. Ove vrste rastu na suhim vulkanskim padinama, ponekad u sjeni.
Greenovia cvjeta u proljeće. Ima cvjetove žute boje, i mnoge vrste umiru nakon što ocvatu.
Razmnožava se pomoću sjemenja i rezanjem listova.

## Sinonimi
- Greenovia aizoon Bolle = Aeonium aizoon (Bolle) T.H.M.Mes[1]
- Greenovia aurea (C.Sm. ex Hornem.) Webb & Berthel. = Aeonium aureum (C.Sm. ex Hornem.) T.H.M.Mes[1]
- Greenovia aureozoon Bramwell & Rowley = Aeonium aureozoon (Bramwell & Rowley) comb. ined.
- Greenovia diplocycla Webb ex Bolle  = Aeonium diplocyclum (Webb ex Bolle) T.H.M.Mes[1]
- Greenovia dodrantalis (Willd.) Webb & Berthel. = Aeonium dodrantale[1]
- Greenovia ferrea Webb ex Christ = Aeonium aureum (C.Sm. ex Hornem.) T.H.M.Mes[1]
- Greenovia gracilis Bolle = Aeonium dodrantale[1]
- Greenovia polypharmica Webb = Aeonium aureum (C.Sm. ex Hornem.) T.H.M.Mes[1]
- Greenovia rupifraga Webb =  (C.Sm. ex Hornem.) T.H.M.Mes[1]
- Greenovia sedifolia (Webb ex Bolle) Webb  = Aeonium sedifolium (Webb ex Bolle) Pit. & Proust.[1]